# Ландульф II (князь Беневенто)
Ланду́льф II Ры́жий (умер в 961) — князь Беневенто в 940—961 годах, князь Капуи (как Ландульф IV) в 940—961 годах. Младший сын Ландульфа I (III по капуанской нумерации) и Джеммы, дочери Афанасия Неаполитанского.

## Биография
Ландульф II стал соправителем отца Ландульфа I (III) и старшего брата Атенульфа III в 940 году, после смерти своего дяди Атенульфа II. После смерти отца (10 апреля 943 года) Ландульф II изгнал своего брата Атенульфа III и кузена Ландульфа (сына Атенульфа II), они бежали в Салерно, и, таким образом, Ландульф II стал единоличным князем Капуи и Беневенто. Впрочем, в том же 943 году Ландульф II, продолжая семейную традицию, сделал своим соправителем старшего сына Пандульфа I, а в 959 году — ещё и второго сына Ландульфа III (V по капуанской нумерации).
В 946 году Ландульф II вместе с герцогом Иоанном III Неаполитанским предприняли попытку изгнать из Салерно юного князя Гизульфа I, но были разбиты амальфитанцами (союзниками Салерно). В следующем 947 году Ландульф II уже в союзе с Салерно и Амальфи осаждал Нолу, принадлежавшую своему прежнему союзнику Иоанну III. В 950 году Ландульф II изгнал из Аквино своего кузена Атенульфа (сына Атенульфа II) и вернул Аквино в состав своих владений.
Ландульф II демонстративно не признавал византийского суверенитета, а официальные документы Капуи и Беневенто помечались не годами правления византийских императоров, а годами правления самого Ландульфа II. В 955 году князь поддержал очередное восстание апулийских лангобардов против Византии и после поражения был вынужден признать суверенитет византийского императора.
Ландульф II умер в 961 году, оставив двух сыновей-соправителей Пандульфа I и Ландульфа III (V).